# Palabra de honor (videojuego)
Palabra de honor será un videojuego de salón que lanzará para la Nintendo Switch, PlayStation 5, Xbox Series X y Series S, Android y IOS, KaiOS, Java ME, para Computadores y DVD. Está basada en el reality show chileno Palabra de Honor, desarrollada por Gamaga y distribuida por ACE Team y Canal 13. aunque la versión de nintendo switch está lanzado en Chile y Perú. 

## Concepto
Este es un tipo de juego similar a Mario Party para hasta cuatro jugadores, donde los personajes compiten en mini-juegos al estilo de los juegos de mesa, con el objetivo de acumular puntos y medallas derrotando a los oponentes. El concepto general está basado en Serpientes y escaleras.

### Personajes disponibles
El juego permite elegir a los personajes del reality, Andrés Caniulef, Miguelito, Daniela Requena, y Antonella Ríos.

### Minijuegos
Este juego cuenta con alrededor de 30 mini-juegos, que incluyen: futbol, dardos, piñata, repostería, y otros juegos tradicionales de niños.

### Modos de juego
El juego cuenta con dos modalidades, «Libre» donde el jugador tiene la opción de visitar todos lo minijuegos, y «Copa» donde los jugadores compiten para obtener medallas.

## Versión Java
Utilizada en la versión de Java ME de Palabra de Honor estará Disponible en el Samsung Metro 313, Samsung Metro 360, Samsung Xcover 550,  Varios Dispositivos de Nokia, TCL, Bmobile y Azumi, por desarrollar con NetBeans. el juego Java ME es desarrollado por ACE Team, Kitmaker y Gamaga.